# عنایت‌الله عنایت
عنایت‌الله عنایت سیاستمدار اهل افغانستان است. وی در دولت حامد کرزی به عنوان والی ولایت‌های فاریاب (از ۲۰۰۳ تا ۲۰۰۴)، بادغیس (۲۰۰۵ تا ۲۰۰۷) و سمنگان (از ۲۰۰۷ تا ۲۰۱۰) فعالیت کرده‌است.
عنایت در خانواده‌ای متمول از پدری ازبک و مادری پشتون در ولسوالی میمنه ولایت فاریاب به دنیا آمده‌است و به زبان‌های دری، پشتو و انگلیسی صحبت می‌کند. گفته می‌شود وی با حزب اسلامی گلبدین حکمتیار مرتبط است. حزب اسلامی از احزاب جهادی افغانستان و از مخالفان سرخت حضور نیروهای آمریکایی در افغانستان و دولت حامد کرزی است. عنایت در انتخابات ریاست‌جمهوری ۱۳۹۳ افغانستان به عنوان معاون اول قطب‌الدین هلال شرکت کرده و مورد حمایت گلبدین حکمتیار قرار گرفت. هلال در این انتخابات تنها با ۲٫۷ ٪ آراء در رتبه پنجم قرار گرفت.
عنایت الله عنایت دانش‌آموخته دانشگاه کابل است و در گذشته قاضی بوده‌است. وی از سال ۱۹۸۲ تا ۱۹۸۵ در دیوان عالی افغانستان کار می‌کرد اما در این سال به اتهام خرابکاری توسط حکومت کمونیستی افغانستان بازداشت شده و ۱۸ ماه را در زندان گذراند. عنایت پس از آن به پاکستان رفته و تا سال ۲۰۰۲ در آنجا باقی ماند تا اینکه حامد کرزی از او برای شرکت در لویه جرگه بزرگ دعوت کرد.